# Springbank
Destylarnia Springbank – jeden z ostatnich ocalałych producentów Campbeltown single malts. Mieści się w południowej części półwyspu Kintyre w Szkocji i produkuje trzy różne typy szkockiej single malt whisky.

## Produkcja
Springbank jest jedną z dwóch destylarni w Szkocji, która w jednym miejscu zajmuje się pełnym procesem wyrobu whisky, od słodowania jęczmienia do butelkowania gotowego wyrobu. Drugą jest destylarnia Kilchoman, która to również uprawia własny jęczmień. Zwłaszcza słodowanie jest coraz rzadziej wykonywanym procesem. Gorzelnia jest również jedną z najmniej aktywnych, jej destylatory pracują jedną trzecią czasu krócej niż w innych zakładach.

## Własność
Springbank jest jedną z kilku ostatnich rodzinnych destylarni. To może być powodem, że zdecydowana większość wytwarzanej whisky to single malt a tylko znikomy procent to blend. Większość whisky mieszanej produkowana jest przez większe konglomeraty, które do jej wyrobu używają sigle malt z podległych sobie mniejszych gorzelni. Springbank produkuje dwie własne blended whisky - pięcioletnią Campbeltown Loch, oraz  Mitchell's 12 yo.

## Gatunki
- Springbank Single Malt to najbardziej popularna whisky gorzelni. Lekko torfowa (10-15ppm). Standardowo wydawana jako 10 yo (dziesięcioletnie leżakowanie w beczkach), destylowana dwa i pół raza, niefiltrowana na zimno jak większość whisky oraz niekoloryzowana. Destylacja dwuipółkrotna jest niespotykana, i oznacza, że podczas pierwszego procesu destylacji wybrane są niższe partie wywaru, następnie zaś wędrują z powrotem do alembików. To oznacza, że podczas całego procesu niektóre partie destylatu były destylowane trzy- a niektóre dwukrotnie. Następnie whisky dojrzewa w beczkach po bourbonie i sherry, jakkolwiek firma eksperymentuje również z beczkami po rumie.
- Longrow Single Malt whisky mocno torfowa. Standardowa Longrow również jest dziesięcioletna, dojrzewająca w beczkach po bourbonie. Dostępne są również Sherrywood 10 yo oraz eksperymentalna edycja w beczkach po tokaju.
- Hazelburn Single Malt, najnowsza z odmian, pierwszy raz destylowana w 1997 i od tego czasu butelkowana jako 8 yo. Hazelburn jest potrójnie destylowaną, nietorfową whisky, nazwaną na cześć innej, nieczynnej już gorzelni z miasta Campbeltown.

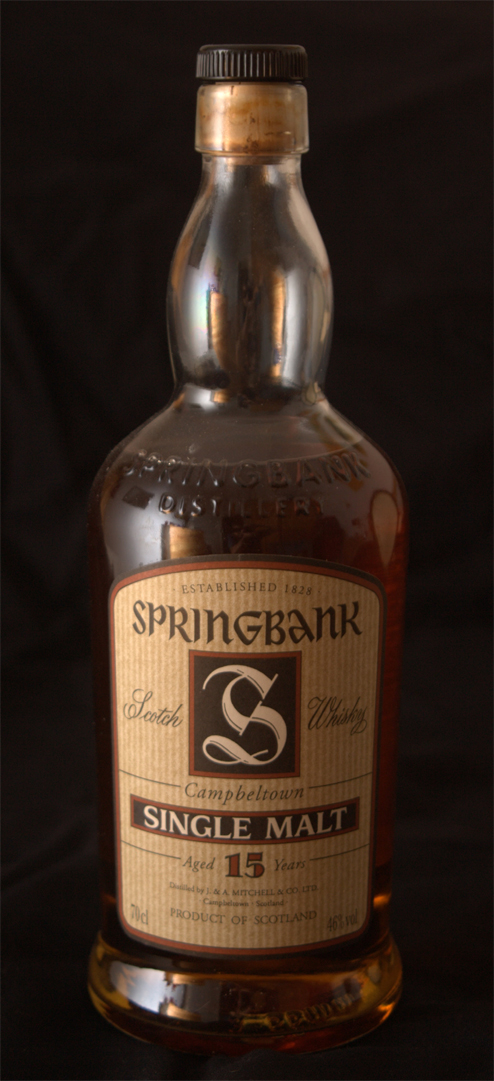
Springbank 15 yo
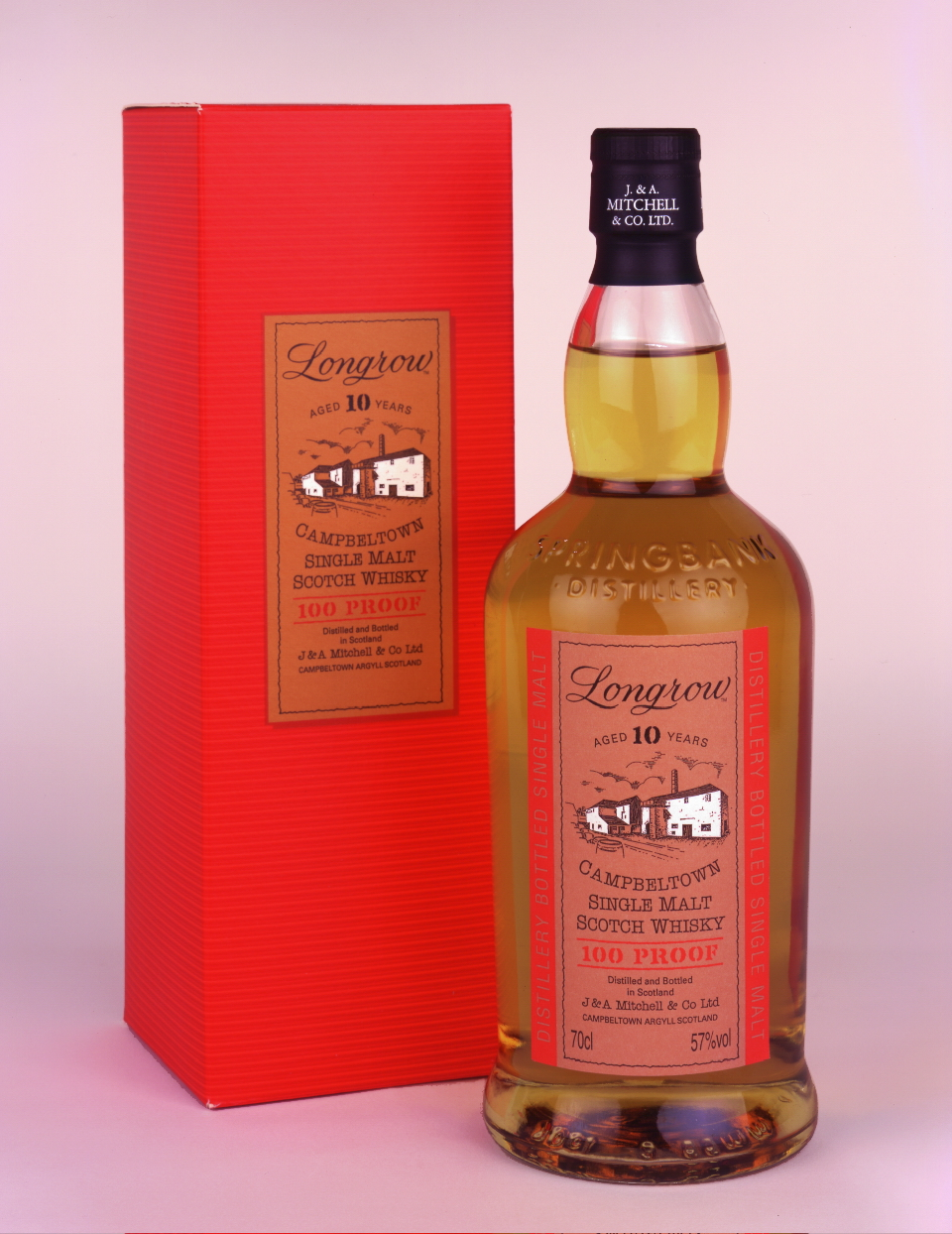
Longrow Aged 10 yo, 100 proof
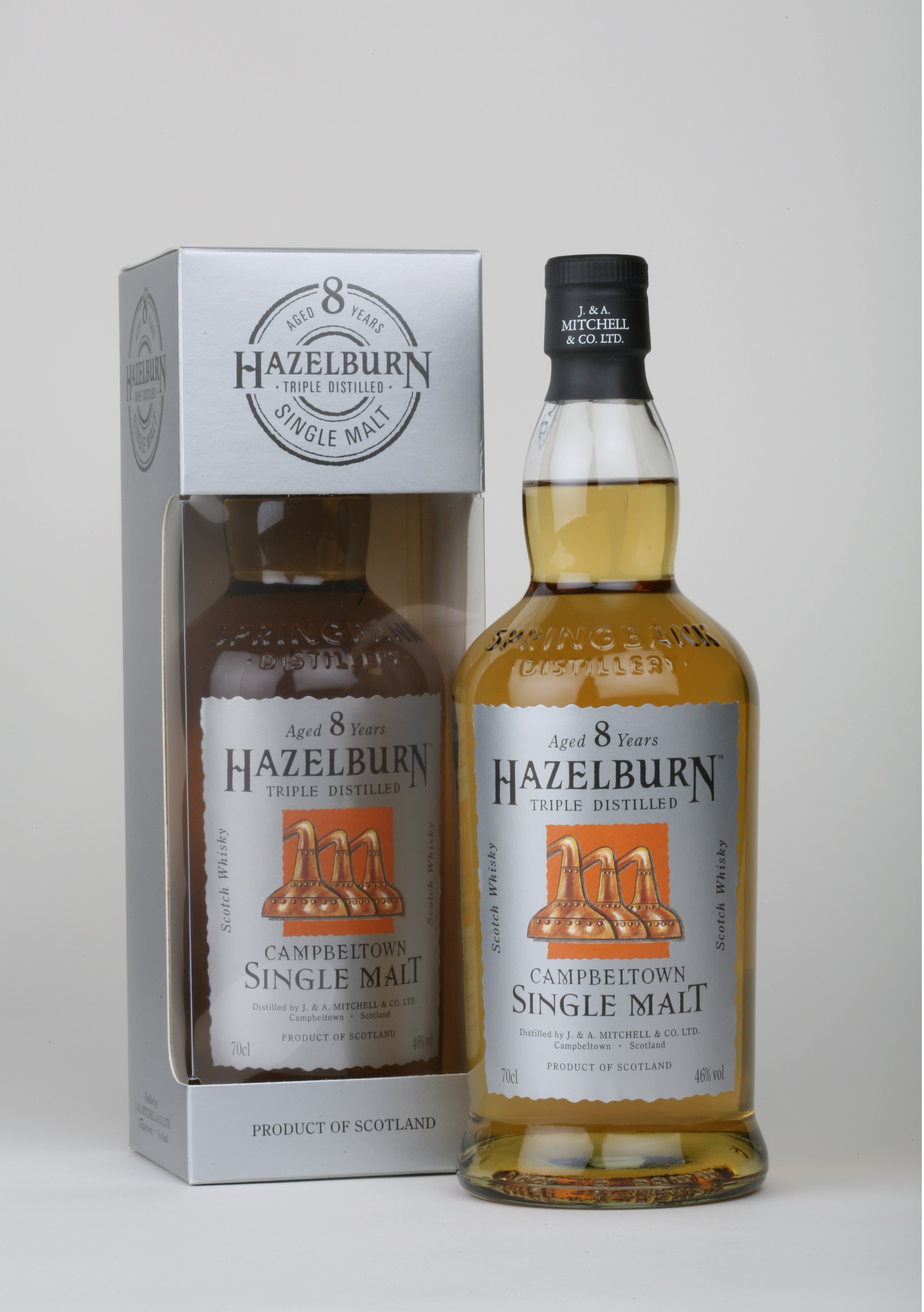
Hazelburn Aged 8 yo